# Jean Pigeon
 (mars 2009).
Si vous disposez d'ouvrages ou d'articles de référence ou si vous connaissez des sites web de qualité traitant du thème abordé ici, merci de compléter l'article en donnant les références utiles à sa vérifiabilité et en les liant à la section « Notes et références ».
Pour les articles homonymes, voir Pigeon (homonymie).
Jean Pigeon d'Osangis, né à Donzy en 1654 et décédé  à Paris le 18 décembre 1739, était un mécanicien français connu pour les sphères mouvantes qu'il fut le premier à construire, sur base des théories astronomiques de Nicolas Copernic.
Il est le père de Marie Anne Victoire Pigeon, connue sous le nom de Mme de Premontval, célèbre mathématicienne dont il sut développer les prédispositions scientifiques[réf. souhaitée], le beau-père de Pierre Le Guay de Prémontval.

## Sources
Madame de Premontval, Le méchaniste philosophe, Memoire contenant plusieurs particularités de la vie & des ouvrages du Sr. Jean Pigeon, mathématicien, membre de la societé des arts, auteur des premieres spheres mouvantes, qui ayent été faites en France, selon l'hypothese de Copernic, La Haye, 1750. Numérisé.

## Œuvres
- Description d'une sphère mouvante, Paris, 1714.